# New Nintendo 3DS XL
New Nintendo 3DS XL è una console portatile per videogiochi prodotta da Nintendo. È il quarto restyling di Nintendo 3DS e la quinta console della stessa famiglia. Appartiene all'ottava generazione di console. In Giappone è stata resa disponibile dall'11 ottobre 2014, in America dal 25 settembre 2015 e in Europa il 13 febbraio 2015. Dopo un solo mese dall'uscita in Giappone ha venduto 500 000 copie assieme al New Nintendo 3DS. Al 31 marzo 2015 ha venduto 2,45 milioni di unità.
New Nintendo 3DS XL era disponibile nei colori Blu metallico, Nero metallico, Galaxy style (solo in America), Nero/arancione, Rosa/bianco e Bianco perla.

## Tasti
New Nintendo 3DS possiede gli stessi tasti del predecessore Nintendo 3DS. Come la console sorella più piccola New Nintendo 3DS, New Nintendo 3DS XL presenta i nuovi tasti ZL ZR e lo Stick-C. I nuovi pulsanti sono stati aggiunti per togliere il bisogno del Circle Pad Pro.